# The Last Stand (Shining)
The Last Stand è un singolo del gruppo musicale norvegese Shining, pubblicato il 7 agosto 2015 come primo estratto dal settimo album in studio International Blackjazz Society.

## Descrizione
Seconda traccia dell'album, si tratta di un brano dalle sonorità tipicamente alternative metal ed ispirate alla musica dei The Stooges, in particolar modo nella melodia di pianoforte e nel sassofono durante l'intermezzo.

## Video musicale
Il video, diretto da Mitch Massie, è stato reso disponibile il 27 ottobre 2015 e mostra una lotta rituale di un membro della società, tentando di avanzare al livello più alto all'interno dell'organizzazione. I vari simboli dei rispettivi livelli di appartenenza, raffigurati sulla schiena, sono gli stessi rappresentati nel libretto di International Blackjazz Society.

## Tracce
Testi e musiche di Jørgen Munkeby.
1. The Last Stand – 4:11

## Formazione
Gruppo
- Jørgen Munkeby – voce, sassofono, chitarra, tastiera, basso
- Håkon Sagen – chitarra
- Tobias Ørnes Andersen – batteria
- Eirik Tovsrud Knutsen – tastiera
- Tor Egil Kreken – basso

Produzione
- Jørgen Munkeby – produzione, registrazione
- Sean Beavan – produzione esecutiva, missaggio, registrazione
- Tom Baker – mastering
- Jock Loveband – registrazione